# Lychas scaber
Espèce
Synonymes
- Archisometrus scaber Pocock, 1893

Lychas scaber est une espèce de scorpions de la famille des Buthidae.

## Distribution
Cette espèce est endémique d'Inde. Elle se rencontre au Tamil Nadu et en Andhra Pradesh.

## Description
Lychas scaber mesure 40 mm.

## Systématique et taxinomie
Cette espèce a été décrite sous le protonyme Archisometrus scaber par Pocock en 1893. Elle est placée dans le genre Lychas par Pocock en 1900.

## Publication originale
- Pocock, 1893 : « Report upon a small collection of scorpions sent to the British Museum by Mr. Edgar Thurston, of the Government Central Museum, Madras. » Journal of the Bombay Branch of the Royal Asiatic Society, vol. 7, no 3, p. 297–312.